# Tergum

El tergum d'aquesta vespa porta el nombre 19.

El terme zoològic derivat del llatí tergum (en plural terga) és la part dorsal del segment d'un artròpode que no sigui el cap. La vora anterior s'anomena la base i la vora posterior es diu l'àpex o marge. Un tergum donat es pot dividir en plaques endurides o esclerites que normalment es diuen tergites.:20 (les extensions laterals de l'aspecte dorsal d'una tergita s'anomena el paranota.) Per tant, per exemple, un segment del tòrax, el tergum es pot dividir en un notum anterior i un escutel (scutellum) posterior.
En els crustacis, el tergum es coneix com a pleuron quan domina la inserció de l'extremitat de cada costat com una placa lliure.
La porció ventral d'un segment s'anomena estèrnum (sternum).